# Baltstödet
Projekt Baltstöd var ett svenskt militärt biståndsprogram med syfte att stödja de nyligen frigjorda baltiska staterna efter Sovjetunionens sammanbrott.
Med anledning av att Försvarsmakten minskade sin freds- och krigsorganisation samt övergick från ett förrådsställt invasionsförsvar till ett central- och arsenalsförrådsställt insatsförsvar, blev en avsevärd mängd materiel överflödig. Denna materiel överfördes då, via projektet, till de baltiska staterna som vid denna tidpunkt byggde upp sina respektive försvarsorganisationer och led brist på materiel och resurser. Även ett omfattande utbildningsprogram medföljde. Projektet fortgick åren 1993–2003, och leddes till viss del av Försörjningsdivisionen vid Försvarsmaktens logistik.

## Omfattning
Det är inte helt känt hur mycket materiel som förts över, men mycket talar för volymer om minst en infanteribrigad 77 (IB 77) eller tio bataljoner.